# ИХЛ лига
ИХЛ лига (енгл. International Hockey League) је регионална хокејашка лига у којој се такмиче клубови из Србије, Хрватске и  Словеније.

## Клубови
| Клуб            | Град            | Арена                      | Капацитет       | Основан         |
| Активни клубови | Активни клубови | Активни клубови            | Активни клубови | Активни клубови |
| --------------- | --------------- | -------------------------- | --------------- | --------------- |
| Војводина       | Нови Сад        | СПЕНС                      | 1.000           | 1957            |
| Загреб          | Загреб          | Дворана Велесајам          | 500             | 1982.           |
| Јесенице 2      | Јесенице        | Дворана Подмежакла         | 5.900           | 1998.           |
| Медвешчак       | Загреб          | Адмирал Ajc Дом            | 850             | 1961.           |
| Младост         | Загреб          | Дворана Велесајам          | 500             | 1946.           |
| Славија Јуниор  | Љубљана         | Ледена дворана Залог       | 800             | 2008            |
| Триглав         | Крањ            | Ледена дворана Златно поље | 1.000           | 1968            |
| Црвена звезда   | Београд         | Ледена дворана Пионир      | 2.000           | 1946            |

## Досадашња финала
| Сезона   | Првак                                  | Резултат финала плеј-офа               | Вицепрвак                              |
| -------- | -------------------------------------- | -------------------------------------- | -------------------------------------- |
| 2017/18. | Медвешчак                              | 2 : 0                                  | Цеље                                   |
| 2018/19. | Црвена звезда                          | 2 : 0                                  | Триглав                                |
| 2019/20. | Није одиграно због Пандемије ковида 19 | Није одиграно због Пандемије ковида 19 | Није одиграно због Пандемије ковида 19 |
| 2020/21. | Триглав                                | 3 : 0                                  | Славија Јуниор                         |
| 2021/22. | Триглав                                | 2 : 1                                  | Славија Јуниор                         |
| 2022/23. | Јесенице 2                             | 3 : 1                                  | Триглав                                |
| 2023/24. | Триглав                                | 3 : 1                                  | Црвена звезда                          |